# Barrage d'Imnam
Le barrage d'Imnam, aussi appelé barrage du Kumgangsan est un barrage sur le Bukhangang construit entre 1986 et 2003 dans le Kangwon en Corée du Nord.
Il a été immédiatement perçu comme une menace par la Corée du Sud car il se situe à seulement 19 km de la zone démilitarisée et qu'il retient une grande quantité d'eau qui, en cas de guerre, pourrait être relâchée brutalement et inonder Séoul. En conséquence, le Sud a construit le barrage de la paix. 

## Caractéristiques
C'est un barrage majeur haut de 121,5 mètres et bloquant 2620 Mm³ d'eau. Il se trouve dans les monts Kumgang. Sa mise en eau a requis le déplacement du chef-lieu de l'arrondissement, Changdo et de 14 villages (Jisok-ri, Pankyo-ri, Sinsong-ri, Songdo-ri, Kisong-ri, Tangsan-ri, Tohwa-ri, Tumok-ri, Myongchon-ri, Imnam-ri, Taejong-ri, Jon-ri, Onpae-ri et Cholpaek-ri).
Les eaux à turbiner sont dirigées vers une centrale de 810 MW située sur le versant de la mer du Japon. Elles ne sont donc pas restituées au Bukhangang. En conséquence, la région de Séoul a subi une baisse de 12 % de son approvisionnement en eau ce qui représente une autre source de tension.